# Sun Linlin
Sun Linlin je (kin. 孙琳琳) (Dandong, Kina, 3. listopada 1988.) je kineska brza klizačica na kratkim stazama. Na Olimpijskim igrama 2010. u Vancouveru je bila članica kineske štafete u utrci na 3.000 metara koja je osvojila zlatnu medalju. Osim nje, štafetu su činile i Wang Meng, Zhang Hui i Zhou Yang.
Sun Linlin je prvi veći rezultat ostvarila 2005. na Svjetskom juniorskom prvenstvu u Beogradu osvojivši srebrnu medalju u štafeti. Na zimskoj Univerzijadi 2007. u Torinu osvojila je zlato a na utrci na 3.000 metara srebro.

## Olimpijske igre

### OI 2010. Vancouver
| Vancouver 2010. Finale - 3000 m štafeta | Vancouver 2010. Finale - 3000 m štafeta                      | Vancouver 2010. Finale - 3000 m štafeta |
| RANG                                    | Natjecatelj                                                  | Vrijeme                                 |
| --------------------------------------- | ------------------------------------------------------------ | --------------------------------------- |
|                                         | Sun Linlin Wang Meng Zhang Hui Zhou Yang                     | 4:06,610                                |
|                                         | Jessica Gregg Kalyna Roberge Marianne St-Gelais Tania Vicent | 4:09,137                                |
|                                         | Allison Baver Alyson Dudek Lana Gehring Katherine Reutter    | 4:14,081                                |

## Vanjske poveznice
- Profil sportašice